# Miravânia
Miravânia é um município brasileiro do estado de Minas Gerais. Sua população recenseada em 2022 era de 3 985 habitantes. 
Miravânia possui 09 vereadores eleitos democraticamente pelo povo. Dentre eles, o vereador mais aruante é o Gugu Belém, vereador mais jovem eleito em 2024.

## Geografia
Localiza-se na Mesorregião Norte de Minas. 
O ponto mais alto do município é de 640 metros, local: ponto central da cidade.